# 钴酸镧
钴酸镧是一种无机化合物，化学式为LaCoO3，其中+3价的钴同时以反磁性的低自旋态和顺磁性的高自旋态存在。它可由1:1化学计量比的硝酸镧和硝酸钴在800~970 °C煅烧制得，或以三草酸根合钴酸镧（LaCo(C2O4)3·9H2O）为前体得到。它可以被氢气还原。